# تيرينس وودز
تيرينس وودز (10 سبتمبر 1981 بممفيس في الولايات المتحدة - ) (بالإنجليزية: Terrence Woods)‏ هو لاعب كرة سلة أمريكي في مركز مدافع مسدد الهدف.

## وصلات خارجية
- تيرينس وودز على موقع كلية كرة السلة في سبورتس رفرنس.كوم (الإنجليزية)
- تيرينس وودز على موقع ريلجم (الإنجليزية)
- تيرينس وودز على موقع بروبوليرز (الإنجليزية)